# Podocarpus cupressina
Podocarpus cupressina là một loài thực vật hạt trần trong họ Podocarpaceae. Loài này được R. Br. ex Mirb. mô tả khoa học đầu tiên năm 1825.